# 少年壮志不言愁
《少年壮志不言愁》是一首颂扬中国公安民警的歌曲，创作於1986年，由林汝为作词，雷蕾作曲。首版是作为由刘欢演唱的1987年电视连续剧《便衣警察》的主题曲为人所熟知。曲作者雷蕾将本歌曲反复酝酿了三稿，並深入到剧组中採访，通过亲身体验把创作转向人物的内心世界。歌曲播出後即走红，并获得中华人民共和国公安部“金盾奖—最佳作曲奖”。

## 评价

### 批评
歌词末尾的“峥嵘岁月，何惧风流”被多位文艺和文字工作者批评词义不通、语意含混。